# Samuel Scott

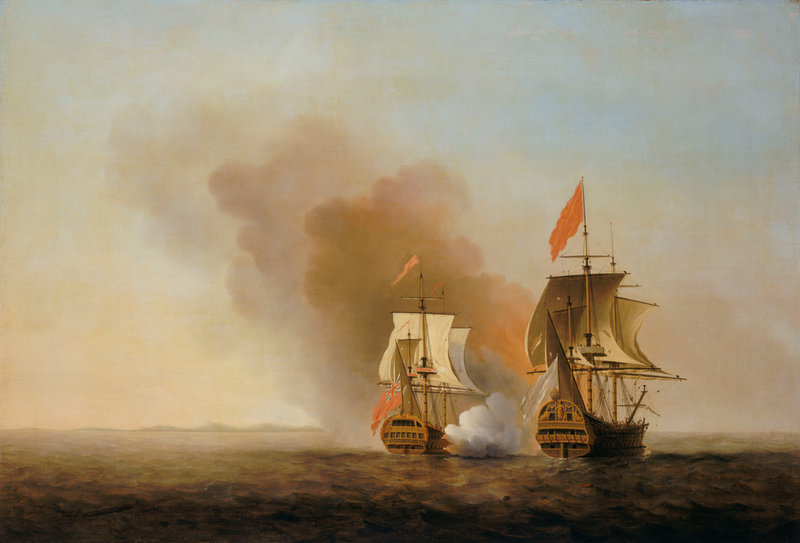
Captura del galeón espanyol «Nostra Senyora de Covadonga» pel britànic «Centurión», capitaneado per George Anson, el 20 de juny de 1743, oli sobre llenç de Samuel Scott, h. 1772

Samuel Scott (Londres h. 1702 - Bath, 21 d'octubre de 1772) va ser un pintor britànic conegut sobretot per les seves marines..

## Biografia
Nascut a Londres cap a l'any 1702, va començar a pintar al voltant de 1720, especialitzant-se en batalles navals i la representació de ports. En la dècada dels anys 1740, va produir una sèrie de pintures sobre el riu Tàmesi discorrent per Londres. El pintor William Marlow va ser alumne seu. Va morir aBath el 21 d'octubre de 1772. Algunes de les seves pintures més celebrades representaven episodis de la Guerra de l'Orella de Jenkins. Entre els seus alumnes hi ha i el pintor d'animals Sawrey Gilpin (1733-1807).

## Obres escollides
- Un arc del vell pont de Westminster (1750), Tate Galleries, Londres.